# April Lee Hernández
April Lee Hernandez (New York, 31 januari 1980), is een Amerikaans actrice die vooral bekend is door haar rol als Eva in Freedom Writers.

## Biografie
Hernández groeide op in het New Yorkse stadsdeel The Bronx. Ze is van Puerto Ricaanse afkomst.
Ze beschrijft zichzelf als een sterke latina. Hernández studeerde aan het Hunter college, maar stopte met haar studie om haar droom om comédienne te worden na te streven. Dit besluit nam ze nadat ze een toneelstuk genaamd 'Mambo Mouth' gezien had.

## Carrière
Ze trad meerdere malen op als comédienne en was ook in verschillende reclames te zien. Ook was ze in een aantal televisieseries te zien zoals ER, Law & Order en 30 Rock.
Hernández wilde een rol in de film Freedom Writers krijgen. Ze bewonderde de actrice/zangeres Jennifer Lopez en gelooft dat zij een deur heeft opengemaakt die latino's de kans geeft om ook in grote films te spelen en bepaalde rollen kunnen krijgen.
Hernández trouwde in 2007 met Jose Castillo, met wie zij in 2012 een dochter kreeg. Hernández begon een productiebedrijf met collega-acteur Caspar Martinez.
- Library of Congress Control Number: no2016077824
- Virtual International Authority File: 55146634354941930987
- WorldCat: E39PBJwMwGcX8Gv6gJQb4jVjYP